# Eccellenza Veneto 2012-2013
Il campionato italiano di calcio di Eccellenza regionale 2012-2013 è stato il ventiduesimo organizzato in Italia. Rappresenta il sesto livello del calcio italiano.
Questi sono i gironi organizzati dal comitato regionale della regione Veneto.
Il campionato di Eccellenza Veneto è composto da 32 squadre divise in due gironi da 16 (sud-ovest, nord-est). Vi partecipano le 22 squadre salvatesi la precedente stagione, 4 retrocesse dalla Serie D (Sarego, Montecchio M, Villafranca V. e Concordia), 6 promosse dalla Promozione Veneto (Valdagno, Marosticense, Adriese, LiventinaGorghense, più Teolo e Nervesa vincitrici del trofeo promozione e dei play-off rispettivamente).
Il Lape Ceregnano ha cambiato nome e sede diventando Rovigo L.P.C. mentre il Valdagno si è trasferito a Grancona dando vita al Boca Ascesa Val Liona.
I play-off e play-out non vengono giocati tra due squadre se il distacco è maggiore a 9 punti, mentre da questa stagione sono introdotti anche i play-off a 4 squadre anziché avere accesso diretto per la 2ª classificata.

## Girone A

### Squadre partecipanti
| Club                                 | Città                      | Stadio                          |
| ------------------------------------ | -------------------------- | ------------------------------- |
| Abano Calcio                         | Abano Terme (PD)           | Stadio delle Terme              |
| U.S. Adriese                         | Adria (RO)                 | Stadio "Luigi Bettinazzi"       |
| U.S.D. Boca Ascesa Val Liona         | Grancona (VI)              | Comunale di Grancona            |
| Calcio Caldiero Terme                | Caldiero (VR)              | Campo Comunale "Berti"          |
| A.S.D. G.C. Castelnuovosandrà        | Castelnuovo del Garda (VR) | Stadio Comunale "Panciera"      |
| A.C. Marano A.S.D.                   | Marano Vicentino (VI)      | Stadio Comunale "P. Berto"      |
| U.S.D. Marosticense                  | Marostica (VI)             | Campo Comunale Marostica        |
| A.C. M.M. Sarego A.S.D.              | Sarego (VI)                | Campo Comunale                  |
| U.C. Montecchio Maggiore             | Montecchio Maggiore (VI)   | Campo Comunale "Gino Cosaro"    |
| S.P. Pozzonovo                       | Pozzonovo (PD)             | Stadio Comunale                 |
| A.S.D. Rovigo L.P.C.                 | Rovigo (RO)                | Stadio Francesco Gabrielli      |
| A.C. Somma Calcio                    | Sommacampagna (VR)         | Campo Comunale Principale       |
| A.C.D. Team Santa Lucia Golosine     | Verona (VR)                | Campo Comunale Via S.Elisabetta |
| A.S.D. Thermal Abano Ceccato M.Teolo | Abano Terme e Teolo (PD)   | Stadio delle Terme              |
| A.C. Vigasio A.S.D.                  | Vigasio (VR)               | Stadio Comunale "Alzeri"        |
| A.S.D. Villafranca Veronese          | Villafranca di Verona (VR) | Campo Comunale                  |

### Classifica finale
|  | Pos. | Squadra                  | Pt | G  | V  | N  | P  | GF | GS | DR  |
|  | ---- | ------------------------ | -- | -- | -- | -- | -- | -- | -- | --- |
|  | 1.   | Marano                   | 75 | 30 | 24 | 3  | 3  | 81 | 30 | +51 |
|  | 2.   | Vigasio                  | 59 | 30 | 18 | 5  | 7  | 52 | 35 | +17 |
|  | 3.   | Thermal Abano C.M. Teolo | 58 | 30 | 16 | 10 | 4  | 41 | 25 | +16 |
|  | 4.   | T.S.Lucia Golosine       | 48 | 30 | 14 | 6  | 10 | 43 | 34 | +9  |
|  | 5.   | Rovigo L.P.C.            | 46 | 30 | 14 | 5  | 11 | 41 | 29 | +12 |
|  | 6.   | Marosticense             | 44 | 30 | 12 | 8  | 10 | 37 | 38 | -1  |
|  | 7.   | Montecchio               | 43 | 30 | 11 | 10 | 9  | 38 | 35 | +3  |
|  | 8.   | CastelnuovoSandrà        | 40 | 30 | 10 | 10 | 10 | 37 | 35 | +2  |
|  | 9.   | Villafranca Veronese     | 40 | 30 | 10 | 10 | 10 | 36 | 34 | +2  |
|  | 10.  | Pozzonovo                | 39 | 30 | 12 | 3  | 15 | 40 | 40 | 0   |
|  | 11.  | Abano                    | 38 | 30 | 10 | 8  | 12 | 36 | 38 | -2  |
|  | 12.  | M.M. Sarego              | 35 | 30 | 10 | 5  | 15 | 46 | 52 | -6  |
|  | 13.  | Caldiero Terme           | 31 | 30 | 8  | 7  | 15 | 28 | 37 | -9  |
|  | 14.  | Adriese                  | 30 | 30 | 8  | 6  | 16 | 31 | 49 | -18 |
|  | 15.  | Boca Ascesa Val Liona    | 29 | 30 | 7  | 8  | 15 | 28 | 50 | -22 |
|  | 16.  | Somma Calcio             | 9  | 30 | 1  | 6  | 23 | 23 | 77 | -54 |

Legenda:

      Promossa in Serie D 2013-2014

      Ammessa ai play-off nazionali.

      Retrocesse in Promozione 2013-2014 dopo i play-out.

      Retrocesse in Promozione 2013-2014 direttamente.

Note:
Tre punti a vittoria, uno a pareggio, zero a sconfitta.
Rovigo L.P.C. parte da -1 punto.

### Risultati

#### Tabellone
|                           | ABA | ADR | BOC | CAL | CAS | MAR | MAR | MM  | MON | POZ | ROV | SOM | TEA | THE | VIG | VIL |
| Abano Calcio              |     | 1-0 | 1-1 | 2-0 | 1-1 | 2-4 | 3-0 | 2-1 | 0-2 | 1-3 | 1-0 | 3-0 | 1-3 | 1-1 | 2-3 | 1-1 |
| Adriese                   | 2-3 |     | 0-1 | 1-2 | 1-1 | 1-5 | 2-1 | 2-1 | 0-2 | 1-3 | 0-2 | 2-1 | 0-2 | 3-2 | 1-0 | 2-1 |
| Boca Ascesa Val Liona     | 0-2 | 0-1 |     | 1-0 | 1-1 | 2-4 | 1-1 | 0-0 | 1-0 | 2-0 | 1-3 | 2-0 | 1-3 | 2-3 | 3-1 | 1-1 |
| Calcio Caldiero Terme     | 1-1 | 1-0 | 2-0 |     | 0-0 | 0-4 | 0-0 | 0-1 | 0-0 | 0-2 | 0-1 | 2-2 | 1-2 | 0-1 | 2-1 | 1-1 |
| Castelnuovosandra         | 1-1 | 2-1 | 1-0 | 2-1 |     | 1-4 | 1-2 | 1-1 | 4-0 | 1-3 | 0-0 | 4-1 | 0-2 | 0-1 | 2-3 | 1-0 |
| Marano                    | 1-1 | 3-0 | 4-0 | 1-0 | 3-1 |     | 2-0 | 4-2 | 1-1 | 3-2 | 2-0 | 3-1 | 3-1 | 3-2 | 0-1 | 3-0 |
| Marosticense              | 1-0 | 0-0 | 2-1 | 0-1 | 1-0 | 0-1 |     | 1-3 | 5-2 | 1-0 | 3-2 | 2-1 | 0-2 | 1-1 | 1-1 | 2-2 |
| Mm Sarego                 | 0-1 | 4-2 | 5-0 | 2-2 | 0-3 | 3-4 | 1-3 |     | 1-0 | 0-3 | 2-0 | 2-1 | 3-3 | 1-2 | 0-1 | 2-1 |
| Montecchio Maggiore       | 4-1 | 3-0 | 2-2 | 3-2 | 1-1 | 3-0 | 0-2 | 2-0 |     | 2-1 | 1-0 | 0-0 | 2-2 | 1-1 | 0-2 | 0-0 |
| Pozzonovo                 | 1-0 | 0-0 | 2-1 | 0-1 | 0-2 | 0-3 | 2-0 | 1-3 | 2-3 |     | 1-0 | 2-0 | 2-0 | 1-1 | 1-3 | 2-3 |
| Rovigo L.p.c.             | 1-0 | 2-1 | 5-0 | 3-2 | 2-4 | 1-3 | 1-1 | 3-0 | 0-0 | 2-0 |     | 2-1 | 1-2 | 1-1 | 0-1 | 4-0 |
| Somma                     | 0-2 | 1-4 | 0-0 | 0-3 | 1-1 | 0-6 | 0-3 | 2-4 | 1-1 | 2-1 | 1-2 |     | 1-2 | 1-5 | 1-1 | 2-3 |
| Team S. Lucia Golosine    | 1-1 | 2-1 | 1-0 | 0-1 | 2-0 | 1-1 | 1-2 | 2-2 | 1-2 | 0-2 | 1-0 | 4-1 |     | 0-1 | 0-1 | 1-1 |
| Thermal A Ceccato M Teolo | 1-0 | 1-1 | 2-2 | 1-0 | 0-0 | 0-2 | 2-0 | 2-1 | 1-0 | 1-0 | 0-2 | 3-0 | 1-0 |     | 2-1 | 1-0 |
| Vigasio                   | 2-1 | 1-1 | 1-2 | 4-3 | 2-1 | 2-3 | 3-0 | 2-1 | 2-1 | 3-2 | 0-0 | 6-1 | 2-1 | 0-0 |     | 1-0 |
| Villafranca Veronese      | 2-0 | 1-1 | 2-0 | 1-0 | 0-1 | 2-1 | 2-2 | 3-0 | 2-0 | 1-1 | 0-1 | 2-0 | 0-1 | 1-1 | 3-1 |     |

### Spareggi

#### Play-off
| Squadra 1      | Risultato | Squadra 2     |
| -------------- | --------- | ------------- |
| 12 maggio 2013 |           |               |
| Vigasio        | 0 - 2     | Thermal Abano |

#### Play-out
| Squadra 1                                      | Totale | Squadra 2      | Andata | Ritorno |
| ---------------------------------------------- | ------ | -------------- | ------ | ------- |
| andata:12 maggio 2013, ritorno: 19 maggio 2013 |        |                |        |         |
| Boca Ascesa Val Liona                          | 0 - 2  | Sarego         | 0 - 1  | 0 - 1   |
| Adriese                                        | 5 - 1  | Caldiero Terme | 3 - 0  | 2 - 1   |

### Verdetti finali
- Marano promosso in Serie D 2013-2014.
- Thermal Abano promosso in Serie D 2013-2014 per dopo i play-off nazionali
- Somma e, dopo i play-out, Boca Ascesa Val Liona e Caldiero Terme retrocessi in Promozione Veneto 2013-2014.

## Girone B

### Squadre partecipanti
| Club                          | Città                        | Stadio                           |
| ----------------------------- | ---------------------------- | -------------------------------- |
| U.S. Ardita Q.D.P.            | Moriago della Battaglia (TV) | Campo Comunale                   |
| A.C.D. Città di Concordia     | Concordia Sagittaria (VE)    | Stadio Comunale                  |
| F.C.D. Dolo 1909              | Dolo (VE)                    | Stadio Comunale "Walter Martire" |
| F.C. Edo Mestre RSM A.S.D.    | Venezia                      | Stadio Francesco Baracca         |
| A.S.D. FavaroMarcon           | Venezia                      | Campo Comunale                   |
| U.S. Feltreseprealpi          | Feltre (BL)                  | Stadio Comunale "Zugni Tauro"    |
| A.C.D. Gruaro                 | Gruaro (VE)                  | Campo Comunale                   |
| Calcio Istrana 1964 A.S.D.    | Istrana (TV)                 | Campo Comunale                   |
| A.S.D. Liapiave               | San Polo di Piave (TV)       | Campo Comunale "G. Giol"         |
| A.S.D. LiventinaGorghense     | Motta di Livenza (TV)        | Stadio Comunale                  |
| Nervesa A.S.D.                | Nervesa della Battaglia (TV) | Campo Sportivo "G. Viani"        |
| U.S.D. Opitergina             | Oderzo (TV)                  | Campo Comunale                   |
| Piovese S.S.D.                | Piove di Sacco (PD)          | Stadio Comunale "Vallini"        |
| U.S. Ponzano Calcio           | Ponzano Veneto (TV)          | Campo Comunale Beppi Pizzolon    |
| A.C.D. Union Ripa La Fenadora | Seren del Grappa (BL)        | Campo Sportivo Comunale          |
| A.S.D. Vittorio Veneto        | Vittorio Veneto (TV)         | Stadio Comunale "Paolo Barison"  |

### Classifica finale
|  | Pos. | Squadra                | Pt | G  | V  | N  | P  | GF | GS | DR  |
|  | ---- | ---------------------- | -- | -- | -- | -- | -- | -- | -- | --- |
|  | 1.   | Vittorio SMC           | 69 | 30 | 21 | 6  | 3  | 62 | 18 | +44 |
|  | 2.   | Union Ripa La Fenadora | 63 | 30 | 19 | 6  | 5  | 52 | 27 | +25 |
|  | 3.   | Istrana                | 53 | 30 | 16 | 5  | 9  | 41 | 34 | +7  |
|  | 4.   | Feltreseprealpi        | 51 | 30 | 13 | 12 | 5  | 36 | 21 | +15 |
|  | 5.   | Liventina Gorghense    | 49 | 30 | 13 | 10 | 7  | 43 | 29 | +14 |
|  | 6.   | Liapiave               | 49 | 30 | 13 | 10 | 7  | 39 | 23 | +16 |
|  | 7.   | Nervesa                | 47 | 30 | 13 | 8  | 9  | 34 | 29 | +5  |
|  | 8.   | Opitergina             | 42 | 30 | 10 | 12 | 8  | 37 | 34 | +3  |
|  | 9.   | FavaroMarcon           | 42 | 30 | 11 | 9  | 10 | 28 | 27 | +1  |
|  | 10.  | Piovese                | 37 | 30 | 10 | 7  | 13 | 41 | 41 | 0   |
|  | 11.  | Ardita Q.D.P.          | 36 | 30 | 9  | 9  | 12 | 44 | 50 | -6  |
|  | 12.  | Edo Mestre             | 34 | 30 | 9  | 7  | 14 | 36 | 42 | -6  |
|  | 13.  | Ponzano                | 32 | 30 | 8  | 8  | 14 | 29 | 53 | -24 |
|  | 14.  | Gruaro                 | 23 | 30 | 6  | 5  | 19 | 24 | 52 | -28 |
|  | 15.  | Città di Concordia     | 15 | 30 | 3  | 6  | 21 | 19 | 55 | -36 |
|  | 16.  | Dolo                   | 15 | 30 | 3  | 6  | 21 | 21 | 51 | -30 |

Legenda:

      Promossa in Serie D 2013-2014

      Ammessa ai play-off nazionali e poi ripescata in D.

      Retrocesse in Promozione 2013-2014 dopo i play-out.

      Retrocesse in Promozione 2013-2014 direttamente.

Note:
Tre punti a vittoria, uno a pareggio, zero a sconfitta.

### Risultati

#### Tabellone
|                            | ARD | CAL | CIT | DOL | EDO | FAV | FEL | GRU | LIA | LIV | NER | OPI | PIO | PON | UNI | VIT |
| Ardita Qdp                 |     | 2-3 | 2-0 | 4-0 | 2-2 | 3-0 | 1-1 | 3-1 | 2-0 | 1-1 | 1-3 | 0-1 | 2-1 | 4-1 | 0-4 | 0-1 |
| Calcio Istrana 1964        | 2-2 |     | 3-0 | 1-1 | 0-1 | 1-0 | 2-2 | 3-0 | 0-3 | 1-2 | 2-1 | 0-0 | 2-1 | 3-1 | 1-0 | 0-2 |
| Citta Di Concordia         | 0-1 | 0-3 |     | 1-0 | 1-1 | 1-2 | 1-3 | 2-2 | 1-3 | 1-3 | 1-1 | 1-1 | 0-2 | 0-1 | 0-1 | 0-1 |
| Dolo 1909                  | 1-2 | 0-1 | 3-1 |     | 0-1 | 2-1 | 1-1 | 2-2 | 0-1 | 1-1 | 0-0 | 0-1 | 0-1 | 2-3 | 0-3 | 0-2 |
| Edo Mestre Rsm             | 1-1 | 0-0 | 5-0 | 3-0 |     | 0-0 | 1-2 | 2-0 | 2-0 | 0-5 | 5-1 | 0-1 | 1-1 | 0-1 | 1-4 | 0-2 |
| Favaromarcon               | 1-1 | 0-1 | 1-1 | 2-1 | 1-0 |     | 1-1 | 3-0 | 0-0 | 2-0 | 2-0 | 1-1 | 0-3 | 1-0 | 1-1 | 0-1 |
| Feltreseprealpi            | 1-0 | 2-0 | 1-0 | 2-0 | 3-1 | 0-2 |     | 0-0 | 1-1 | 0-0 | 2-0 | 0-0 | 4-1 | 0-0 | 0-0 | 0-3 |
| Gruaro                     | 2-1 | 0-1 | 2-1 | 3-0 | 0-1 | 1-0 | 0-1 |     | 0-1 | 1-2 | 0-1 | 0-1 | 1-0 | 2-2 | 1-4 | 1-3 |
| Liapiave                   | 5-1 | 1-2 | 3-0 | 2-1 | 1-0 | 0-0 | 0-0 | 3-1 |     | 1-1 | 0-1 | 0-0 | 0-0 | 4-0 | 2-1 | 1-2 |
| LiventinaGorghense         | 3-1 | 1-2 | 2-1 | 2-1 | 0-1 | 0-1 | 0-0 | 2-1 | 2-0 |     | 0-0 | 3-3 | 0-1 | 4-0 | 2-1 | 0-0 |
| Nervesa                    | 1-1 | 2-1 | 2-0 | 1-0 | 2-1 | 1-0 | 2-0 | 4-0 | 0-0 | 2-2 |     | 0-1 | 2-1 | 2-1 | 0-1 | 1-1 |
| Opitergina                 | 1-1 | 3-1 | 1-0 | 1-2 | 3-2 | 1-1 | 2-3 | 1-1 | 0-2 | 1-0 | 1-3 |     | 2-2 | 4-0 | 0-1 | 0-2 |
| Piovese                    | 3-1 | 2-0 | 5-1 | 1-1 | 3-1 | 0-1 | 1-0 | 1-2 | 1-2 | 2-3 | 0-0 | 2-1 |     | 1-1 | 1-2 | 1-1 |
| Ponzano Calcio             | 2-2 | 2-3 | 0-3 | 1-0 | 1-1 | 0-1 | 0-4 | 2-0 | 1-0 | 0-0 | 2-1 | 2-2 | 3-2 |     | 1-2 | 1-1 |
| Union Ripa La Fenadora     | 3-2 | 3-1 | 0-0 | 1-0 | 4-1 | 1-0 | 1-0 | 2-1 | 2-2 | 0-2 | 1-0 | 3-3 | 4-1 | 1-0 |     | 0-3 |
| Vittorio Falmec S.M. Colle | 6-0 | 0-1 | 0-1 | 5-2 | 3-1 | 5-4 | 1-2 | 3-0 | 1-1 | 3-0 | 2-0 | 1-0 | 3-0 | 3-0 | 1-1 |     |

### Spareggi

#### Play-out
| Squadra 1                                      | Totale | Squadra 2 | Andata | Ritorno |
| ---------------------------------------------- | ------ | --------- | ------ | ------- |
| andata:12 maggio 2013, ritorno: 19 maggio 2013 |        |           |        |         |
| Gruaro                                         | 2 - 4  | Ponzano   | 1 - 3  | 1 - 1   |

### Verdetti finali
- Vittorio SMC promosso in Serie D 2013-2014.
- Union Ripa La Fenadora ai play-off nazionali.
- Dolo, Città di Concordia e, dopo i play-out, Gruaro retrocessi in Promozione Veneto 2013-2014.

## Fase regionale Coppa Italia Dilettanti
- alla Fase regionale Veneto della Coppa Italia Dilettanti 2012-2013 partecipano le 32 squadre di Eccellenza.

### Primo turno

#### Girone A
| Squadra                 | P.ti | G | V | N | P | GF | GS | DR |
| ----------------------- | ---- | - | - | - | - | -- | -- | -- |
| 1. Castelnuovo Sandrà   | 7    | 3 | 2 | 1 | 0 | 4  | 2  | +2 |
| 2. Vigasio              | 5    | 3 | 1 | 2 | 0 | 4  | 3  | +1 |
| 3. Caldiero Terme       | 2    | 3 | 0 | 2 | 1 | 3  | 4  | -1 |
| 4. Villafranca Veronese | 1    | 3 | 0 | 1 | 2 | 2  | 4  | -2 |

| 29 agosto 2012 | Castelnuovo Sandrà | 2 – 1 | Caldiero |  |

| 29 agosto 2012 | Villafranca Veronese | 1 – 2 | Vigasio |  |

| 2 settembre 2012 | Caldiero | 1 – 1 | Villafranca Veronese |  |

| 2 settembre 2012 | Vigasio | 1 – 1 | Castelnuovo Sandrà |  |

| 19 settembre 2012 | Caldiero | 1 – 1 | Vigasio |  |

| 19 settembre 2012 | Villafranca Veronese | 0 – 1 | Castelnuovo Sandrà |  |

#### Girone B
| Squadra                      | P.ti | G | V | N | P | GF | GS | DR |
| ---------------------------- | ---- | - | - | - | - | -- | -- | -- |
| 1. Team Santa Lucia Golosine | 7    | 3 | 2 | 1 | 0 | 5  | 3  | +2 |
| 2. M.M. Sarego               | 5    | 3 | 1 | 2 | 0 | 8  | 5  | +3 |
| 3. Boca Ascesa Val Liona     | 4    | 3 | 1 | 1 | 1 | 5  | 5  | 0  |
| 4. Somma                     | 0    | 3 | 0 | 0 | 3 | 2  | 7  | -5 |

| 28 agosto 2012 | Boca Ascesa Val Liona | 1 – 2 | Team Santa Lucia Golosine |  |

| 29 agosto 2012 | Somma | 1 – 4 | M.M. Sarego |  |

| 2 settembre 2012 | M.M. Sarego | 2 – 2 | Boca Ascesa Val Liona |  |

| 2 settembre 2012 | Team Santa Lucia Golosine | 1 – 0 | Somma |  |

| 19 settembre 2012 | Boca Ascesa Val Liona | 2 – 1 | Somma |  |

| 19 settembre 2012 | M.M. Sarego | 2 – 2 | Team Santa Lucia Golosine |  |

#### Girone C
| Squadra              | P.ti | G | V | N | P | GF | GS | DR |
| -------------------- | ---- | - | - | - | - | -- | -- | -- |
| 1. Marano            | 7    | 3 | 2 | 1 | 0 | 7  | 2  | +5 |
| 2. Montecchio        | 6    | 3 | 2 | 0 | 1 | 5  | 3  | +2 |
| 3. Thermal A.Ceccato | 4    | 3 | 1 | 1 | 1 | 6  | 4  | +2 |
| 4. Marosticense      | 0    | 3 | 0 | 0 | 3 | 1  | 10 | -9 |

| 29 agosto 2012 | Montecchio | 2 – 0 | Marosticense |  |

| 29 agosto 2012 | Thermal A.Ceccato | 1 – 1 | Marano |  |

| 2 settembre 2012 | Marano | 2 – 1 | Montecchio |  |

| 2 settembre 2012 | Marosticense | 1 – 4 | Thermal A.Ceccato |  |

| 19 settembre 2012 | Marosticense | 0 – 4 | Marano |  |

| 19 settembre 2012 | Thermal A.Ceccato | 1 – 2 | Montecchio |  |

#### Girone D
| Squadra          | P.ti | G | V | N | P | GF | GS | DR |
| ---------------- | ---- | - | - | - | - | -- | -- | -- |
| 1. Abano         | 7    | 3 | 2 | 1 | 0 | 6  | 2  | +4 |
| 2. Rovigo L.P.C. | 4    | 3 | 1 | 1 | 1 | 4  | 3  | +1 |
| 3. Adriese       | 3    | 3 | 1 | 0 | 2 | 3  | 5  | -2 |
| 4. Pozzonovo     | 3    | 3 | 1 | 0 | 2 | 2  | 5  | -3 |

| 29 agosto 2012 | Abano | 2 – 0 | Adriese |  |

| 29 agosto 2012 | Pozzonovo | 1 – 0 | Rovigo L.P.C. |  |

| 2 settembre 2012 | Pozzonovo | 0 – 2 | Adriese |  |

| 2 settembre 2012 | Rovigo L.P.C. | 1 – 1 | Abano |  |

| 19 settembre 2012 | Abano | 3 – 1 | Pozzonovo |  |

| 19 settembre 2012 | Adriese | 1 – 3 | Rovigo L.P.C. |  |

#### Girone E
| Squadra       | P.ti | G | V | N | P | GF | GS | DR |
| ------------- | ---- | - | - | - | - | -- | -- | -- |
| 1. Dolo       | 9    | 3 | 3 | 0 | 0 | 5  | 1  | +4 |
| 2. Edo Mestre | 6    | 3 | 2 | 0 | 1 | 5  | 4  | +1 |
| 3. Piovese    | 3    | 3 | 1 | 0 | 2 | 3  | 5  | -2 |
| 4. Istrana    | 0    | 3 | 0 | 0 | 3 | 3  | 6  | -3 |

| 29 agosto 2012 | Istrana | 0 – 1 | Dolo |  |

| 29 agosto 2012 | Edo Mestre | 2 – 0 | Piovese |  |

| 2 settembre 2012 | Dolo | 2 – 0 | Edo Mestre |  |

| 2 settembre 2012 | Piovese | 2 – 1 | Istrana |  |

| 19 settembre 2012 | Istrana | 2 – 3 | Edo Mestre |  |

| 19 settembre 2012 | Piovese | 1 – 2 | Dolo |  |

#### Girone F
| Squadra                   | P.ti | G | V | N | P | GF | GS | DR |
| ------------------------- | ---- | - | - | - | - | -- | -- | -- |
| 1. Union Ripa La Fenadora | 7    | 3 | 2 | 1 | 0 | 6  | 4  | +2 |
| 2. Feltreseprealpi        | 4    | 3 | 1 | 1 | 1 | 5  | 5  | 0  |
| 3. Nervesa                | 3    | 3 | 1 | 0 | 2 | 5  | 6  | -1 |
| 4. Ponzano                | 3    | 3 | 1 | 0 | 2 | 1  | 2  | -1 |

| 29 agosto 2012 | Ponzano | 0 – 1 | Feltreseprealpi |  |

| 29 agosto 2012 | Union Ripa La Fenadora | 3 – 2 | Nervesa |  |

| 2 settembre 2012 | Feltreseprealpi | 2 – 2 | Union Ripa La Fenadora |  |

| 2 settembre 2012 | Nervesa | 0 – 1 | Ponzano |  |

| 19 settembre 2012 | Nervesa | 3 – 2 | Feltreseprealpi |  |

| 19 settembre 2012 | Ponzano | 0 – 1 | Union Ripa La Fenadora |  |

#### Girone G
| Squadra                | P.ti | G | V | N | P | GF | GS | DR |
| ---------------------- | ---- | - | - | - | - | -- | -- | -- |
| 1. Ardita Q.D.P.       | 7    | 3 | 2 | 1 | 0 | 4  | 2  | +2 |
| 2. Vittorio SMC        | 6    | 3 | 2 | 0 | 1 | 3  | 2  | +1 |
| 3. Liventina Gorghense | 3    | 3 | 1 | 0 | 2 | 5  | 3  | +2 |
| 4. Gruaro              | 1    | 3 | 0 | 1 | 2 | 4  | 9  | -5 |

| 29 agosto 2012 | Ardita Q.D.P. | 1 – 0 | Liventina Gorghense |  |

| 29 agosto 2012 | Vittorio SMC | 2 – 1 | Gruaro |  |

| 2 settembre 2012 | Gruaro | 2 – 2 | Ardita Q.D.P. |  |

| 2 settembre 2012 | Liventina Gorghense | 0 – 1 | Vittorio SMC |  |

| 19 settembre 2012 | Liventina Gorghense | 5 – 1 | Gruaro |  |

| 19 settembre 2012 | Vittorio SMC | 0 – 1 | Ardita Q.D.P. |  |

#### Girone H
| Squadra               | P.ti | G | V | N | P | GF | GS | DR |
| --------------------- | ---- | - | - | - | - | -- | -- | -- |
| 1. Città di Concordia | 6    | 3 | 2 | 0 | 1 | 10 | 7  | +3 |
| 2. Liapiave           | 6    | 3 | 2 | 0 | 1 | 7  | 5  | +2 |
| 3. Favaromarcon       | 6    | 3 | 2 | 0 | 1 | 3  | 5  | -2 |
| 4. Opitergina         | 0    | 3 | 0 | 0 | 3 | 5  | 8  | -3 |

| 29 agosto 2012 | Città di Concordia | 0 – 1 | Favaromarcon |  |

| 29 agosto 2012 | Opitergina | 0 – 1 | Liapiave |  |

| 2 settembre 2012 | Favaromarcon | 2 – 1 | Opitergina |  |

| 2 settembre 2012 | Liapiave | 2 – 5 | Città di Concordia |  |

| 19 settembre 2012 | Favaromarcon | 0 – 4 | Liapiave |  |

| 19 settembre 2012 | Opitergina | 4 – 5 | Città di Concordia |  |

### Quarti di finale
| Squadra 1              | Totale | Squadra 2                 | Andata | Ritorno |
| ---------------------- | ------ | ------------------------- | ------ | ------- |
| Castelnuovo Sandrà     | 2 - 2  | Team Santa Lucia Golosine | 2 - 2  | 0 - 0   |
| Marano                 | 5 - 5  | Abano                     | 4 - 3  | 1 - 2   |
| Città di Concordia     | 0 - 6  | Dolo                      | 0 - 3  | 0 - 3   |
| Union Ripa La Fenadora | 4 - 2  | Ardita Q.D.P.             | 2 - 2  | 2 - 0   |

#### Andata
| 17 ottobre 2012 | Castelnuovo Sandrà | 2 – 2 | Team Santa Lucia Golosine |  |

| 17 ottobre 2012 | Marano | 4 – 3 | Abano |  |

| 17 ottobre 2012 | Città di Concordia | 0 – 3 | Dolo |  |

| 17 ottobre 2012 | Union Ripa La Fenadora | 2 – 2 | Ardita Q.D.P. |  |

#### Ritorno
| 31 ottobre 2012 | Team Santa Lucia Golosine | 0 – 0 | Castelnuovo Sandrà |  |

| 31 ottobre 2012 | Abano | 2 – 1 | Marano |  |

| 31 ottobre 2012 | Dolo | 3 – 0 | Città di Concordia |  |

| 31 ottobre 2012 | Ardita Q.D.P. | 0 – 2 | Union Ripa La Fenadora |  |

### Semifinali
| Squadra 1                 | Totale | Squadra 2              | Andata | Ritorno |
| ------------------------- | ------ | ---------------------- | ------ | ------- |
| Team Santa Lucia Golosine | 2 - 1  | Abano                  | 0 - 0  | 2 - 1   |
| Dolo                      | 1 - 5  | Union Ripa La Fenadora | 1 - 1  | 0 - 4   |

#### Andata
| 21 novembre 2012 | Team Santa Lucia Golosine | 0 – 0 | Abano |  |

| 21 novembre 2012 | Dolo | 1 – 1 | Union Ripa La Fenadora |  |

#### Ritorno
| 5 dicembre 2012 | Abano | 1 – 2 | Team Santa Lucia Golosine |  |

| 5 dicembre 2012 | Union Ripa La Fenadora | 4 – 0 | Dolo |  |

### Finale
| Squadra 1                 | Risultato | Squadra 2              |
| ------------------------- | --------- | ---------------------- |
| Team Santa Lucia Golosine | 1 - 2     | Union Ripa La Fenadora |

| Tezze sul Brenta 5 gennaio 2013 | Team Santa Lucia Golosine | 1 – 2 | Union Ripa La Fenadora |  |